# 葉廷桂
葉廷桂（1585年—1646年），號蕃實，河南歸德府商丘縣（今河南省商丘市）人，明朝政治人物。

## 生平
萬曆四十年（1612年）壬子科舉人，天啟二年（1622年），登壬戌科進士，授戶部山東司郎中。隨後外任陝西布政使司右參議。崇禎三年，升任陝西布政使司參政，分守河西。此後歷任河南按察使。崇禎八年，以副都御史銜，任大同巡撫。崇禎十三年，任戶部右侍郎。次年改兵部右侍郎。崇禎十四年，以右僉都御史，任遼東寧錦巡撫。